# Olivier Dall'Oglio
Olivier Dall'Oglio (Alès, 15 gennaio 1964) è un allenatore di calcio ed ex calciatore francese, di ruolo difensore.

## Carriera
Interrompe la carriera di calciatore a 32 anni a causa di un infortunio ai legamenti crociati.
Nel 1997 Dall'Oglio torna all'Alès, club della sua città d'origine in cui ha militato per sette stagioni, come allenatore della squadra riserve. Stesso incarico che ricopre dal 1998 per due stagioni al Nîmes e nel 2007 al Troyes, prima di tornare nuovamente all'Alès, stavolta come allenatore della prima squadra. Un incarico che ricopre pochi mesi, poiché a novembre 2008 accetta di entrare nello staff di Dominique Bathenay sulla panchina degli Emirati Arabi. La nazionale fallisce la qualificazione al Mondiale 2010, chiudendo all'ultimo posto il girone finale. Bathenay e tutto lo staff rassegnano le dimissioni.
Il 1º giugno 2012 Dall'Oglio è nominato allenatore del Digione, squadra appena retrocessa dalla Ligue 1. Nella prima stagione chiude il campionato di Ligue 2 al settimo posto, mentre il secondo anno raggiunge il sesto posto in classifica. Nella stagione 2014-2015 sfiora la promozione in Ligue 1, terminando al quarto posto ad appena tre punti dall'Angers. Nel 2015-2016 il Digione domina il campionato sin dall'inizio, mantenendosi a lungo in testa alla classifica (chiuderà secondo), e raggiungendo il traguardo della promozione con tre giornate d'anticipo.

## Statistiche

### Statistiche da allenatore
Statistiche aggiornate al 1 luglio 2022. In grassetto le competizioni vinte.
| Stagione             | Squadra              | Campionato           | Campionato | Campionato | Campionato | Campionato | Coppe nazionali | Coppe nazionali | Coppe nazionali | Coppe nazionali | Coppe nazionali | Coppe continentali | Coppe continentali | Coppe continentali | Coppe continentali | Coppe continentali | Altre coppe | Altre coppe | Altre coppe | Altre coppe | Altre coppe | Totale | Totale | Totale | Totale | % Vittorie | Piazzamento     |
| Stagione             | Squadra              | Comp                 | G          | V          | N          | P          | Comp            | G               | V               | N               | P               | Comp               | G                  | V                  | N                  | P                  | Comp        | G           | V           | N           | P           | G      | V      | N      | P      | % Vittorie | Piazzamento     |
| -------------------- | -------------------- | -------------------- | ---------- | ---------- | ---------- | ---------- | --------------- | --------------- | --------------- | --------------- | --------------- | ------------------ | ------------------ | ------------------ | ------------------ | ------------------ | ----------- | ----------- | ----------- | ----------- | ----------- | ------ | ------ | ------ | ------ | ---------- | --------------- |
| 2012-2013            | Digione              | L2                   | 38         | 15         | 14         | 9          | CF+CdL          | 1+2             | 0+0             | 0+1             | 1+1             | -                  | -                  | -                  | -                  | -                  | -           | -           | -           | -           | -           | 41     | 15     | 15     | 11     | 36,59      | 7º              |
| 2013-2014            | Digione              | L2                   | 38         | 14         | 15         | 9          | CF+CdL          | 4+1             | 2+0             | 1+0             | 1+1             | -                  | -                  | -                  | -                  | -                  | -           | -           | -           | -           | -           | 43     | 16     | 16     | 11     | 37,21      | 6º              |
| 2014-2015            | Digione              | L2                   | 38         | 17         | 10         | 11         | CF+CdL          | 4+2             | 3+0             | 0+1             | 1+1             | -                  | -                  | -                  | -                  | -                  | -           | -           | -           | -           | -           | 44     | 20     | 11     | 13     | 45,45      | 4º              |
| 2015-2016            | Digione              | L2                   | 38         | 20         | 10         | 8          | CF+CdL          | 2+4             | 1+2             | 0+1             | 1+1             | -                  | -                  | -                  | -                  | -                  | -           | -           | -           | -           | -           | 44     | 23     | 11     | 10     | 52,27      | 2º (prom.)      |
| 2016-2017            | Digione              | L1                   | 38         | 8          | 13         | 17         | CF+CdL          | 2+1             | 1+0             | 0+1             | 1+0             | -                  | -                  | -                  | -                  | -                  | -           | -           | -           | -           | -           | 41     | 9      | 14     | 18     | 21,95      | 16º             |
| 2017-2018            | Digione              | L1                   | 38         | 13         | 9          | 16         | CF+CdL          | 1+1             | 0+0             | 0+0             | 1+1             | -                  | -                  | -                  | -                  | -                  | -           | -           | -           | -           | -           | 40     | 13     | 9      | 18     | 32,50      | 11º             |
| ago.-dic. 2018       | Digione              | L1                   | 18         | 4          | 4          | 10         | CF+CdL          | 0+2             | 1               | 0               | 1               | -                  | -                  | -                  | -                  | -                  | -           | -           | -           | -           | -           | 20     | 5      | 4      | 11     | 25,00      | Eson.           |
| Totale Digione       | Totale Digione       | Totale Digione       | 246        | 91         | 75         | 80         |                 | 27              | 10              | 5               | 12              |                    | -                  | -                  | -                  | -                  |             | -           | -           | -           | -           | 273    | 101    | 80     | 92     | 37,00      |                 |
| 2019-2020            | Brest                | L1                   | 28         | 8          | 10         | 10         | CF+CdL          | 1+3             | 0+1             | 0+1             | 1+1             | -                  | -                  | -                  | -                  | -                  | -           | -           | -           | -           | -           | 32     | 9      | 11     | 12     | 28,13      | 14º             |
| 2020-2021            | Brest                | L1                   | 38         | 11         | 8          | 19         | CF              | 2               | 1               | 0               | 1               | -                  | -                  | -                  | -                  | -                  | -           | -           | -           | -           | -           | 40     | 12     | 8      | 20     | 30,00      | 17º             |
| Totale Brest         | Totale Brest         | Totale Brest         | 66         | 19         | 18         | 29         |                 | 6               | 2               | 1               | 3               |                    | -                  | -                  | -                  | -                  |             | -           | -           | -           | -           | 72     | 21     | 19     | 32     | 29,17      |                 |
| 2021-2022            | Montpellier          | L1                   | 38         | 12         | 7          | 19         | CF              | 3               | 2               | 1               | 0               | -                  | -                  | -                  | -                  | -                  | -           | -           | -           | -           | -           | 41     | 14     | 8      | 19     | 34,15      | 13º             |
| ago.-ott. 2022       | Montpellier          | L1                   | 11         | 4          | 0          | 7          | CF              | -               | -               | -               | -               | -                  | -                  | -                  | -                  | -                  | -           | -           | -           | -           | -           | 11     | 4      | 0      | 7      | 36,36      | Eson.           |
| Totale Montpellier   | Totale Montpellier   | Totale Montpellier   | 49         | 14         | 7          | 26         |                 | 3               | 2               | 1               | 0               |                    | -                  | -                  | -                  | -                  |             | -           | -           | -           | -           | 52     | 18     | 8      | 26     | 34,62      |                 |
| dic. 2023-2024       | Saint-Étienne        | L2                   | 21+3       | 12+2       | 5+1        | 4+0        | CF              | -               | -               | -               | -               | -                  | -                  | -                  | -                  | -                  | -           | -           | -           | -           | -           | 24     | 14     | 6      | 4      | 58,33      | Sub. 3º (prom.) |
| lug.-dic. 2024       | Saint-Étienne        | L1                   | 4          | 1          | 0          | 3          | CF              | -               | -               | -               | -               | -                  | -                  | -                  | -                  | -                  | -           | -           | -           | -           | -           | 4      | 1      | 0      | 3      | 25,00      | Eson.           |
| Totale Saint-Étienne | Totale Saint-Étienne | Totale Saint-Étienne | 28         | 15         | 6          | 7          |                 | -               | -               | -               | -               |                    | -                  | -                  | -                  | -                  |             | -           | -           | -           | -           | 28     | 15     | 6      | 7      | 53,57      |                 |
| Totale carriera      | Totale carriera      | Totale carriera      | 389        | 141        | 106        | 142        |                 | 36              | 14              | 7               | 15              |                    | -                  | -                  | -                  | -                  |             | -           | -           | -           | -           | 425    | 155    | 113    | 157    | 36,47      |                 |